# إيرما إلسا غونزاليس
إيرما إلسا غونزاليس (بالإنجليزية: Irma Elsa Gonzalez) هي قاضية ومحامية أمريكية، ولدت في 29 مارس 1948 في بالو ألتو في الولايات المتحدة.